# From the Choirgirl Hotel
From the Choirgirl Hotel (Din Hotelul Coristelor), lansat în 1998, este al patrulea album de studio al cântăreței americane Tori Amos.

## Tracklist
1. "Spark" (Scânteie) – 4:13
2. "Cruel" (Crud) – 4:07
3. "Black-Dove (January)" (Negrul porumbel, ianuarie) – 4:38
4. "Raspberry Swirl" – 3:58
5. "Jackie's Strength" (Puterea lui Jackie) – 4:26
6. "i i e e e" – 4:07
7. "Liquid Diamonds" (Diamante lichide) – 6:21
8. "She's Your Cocaine" (Ea e cocaina ta) – 3:42
9. "Northern Lad" (Tipul nordic) – 4:19
10. "Hotel" – 5:19
11. "Playboy Mommy" – 4:08
12. "Pandora's Aquarium" (Acvariul lui Pandora) – 4:45